# Владан Павлович
Владан Павлович (серб. Владан Павловић / Vladan Pavlović, нар. 24 лютого 1984, Сурдулиця) — сербський футболіст, що грав на позиції захисника.

## Ігрова кар'єра
У дорослому футболі дебютував 2002 року виступами за команду «Обилич», в якій провів три сезони, взявши участь у 33 матчах чемпіонату.
Згодом з 2005 року грав у складі команд «Рад» та «Бежанія», а 2008 року став гравцем «Воєводини». Відіграв за команду з Нового Сада наступні чотрри сезони своєї ігрової кар'єри. Більшість часу, проведеного у складі «Воєводини», був основним гравцем захисту команди, крім сезону 2009/10, коли здавався в оренду до клубу «Явор» (Іваниця).
Протягом 2013—2015 років захищав кольори клубу «Раднички» (Ниш).
2015 року перейшов до клубу «Радник» (Сурдулиця), за який відіграв 5 сезонів. Завершив професійну кар'єру футболіста виступами за команду «Радник» (Сурдулиця) у 2020 році.